# Grágás

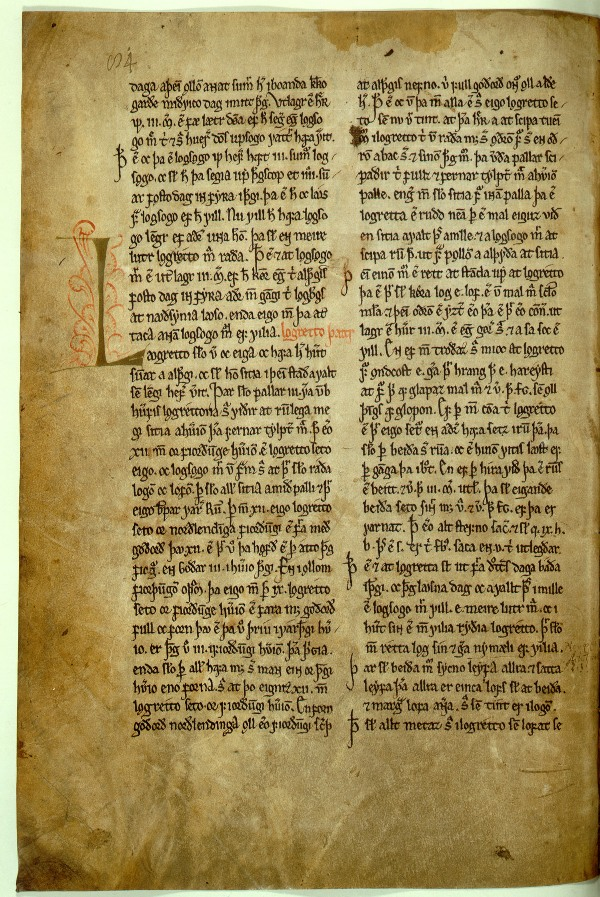
Pàgina de Gragás en la versió GKS 1157 fol.

El codi Grágás ('de l'oca grisa', també Lögréttuþáttur) és una col·lecció de lleis del període de l'Estat Lliure d'Islàndia i consta de lleis civils i de regulació de l'Església cristiana islandesa. Abans de l'establiment del codi Grágás l'encarregat de recordar i recitar les lleis d'Islàndia era el Lögsögumaður al parlament nacional islandés, l'Altingi, durant un període de tres anys. Al 1117 es decidí en l'Alþingi que totes les lleis s'havien d'escriure. Les recopilà durant aquell hivern Bergtór Hrafnsson, en la hisenda d'Hafliti Másson, en uns 130 còdexs, fragments i diverses còpies que es publicaren a l'any següent. Per tant, no era un còdex uniforme, sinó un aplec de regles que individualment es podia usar i interpretar per avantatjar una posició o desavantatjar a tercers.
Hi ha dues còpies de Grágás:
- Konungsbók (o Llibre del Rei, ca. 1260), titulat així perquè una còpia se'n conserva a la Biblioteca Reial de Dinamarca.
- Staðarhólsbók (ca. 1280), el nom fa referència al lloc, una granja, on se'n trobà al s. XVI.

## Contingut

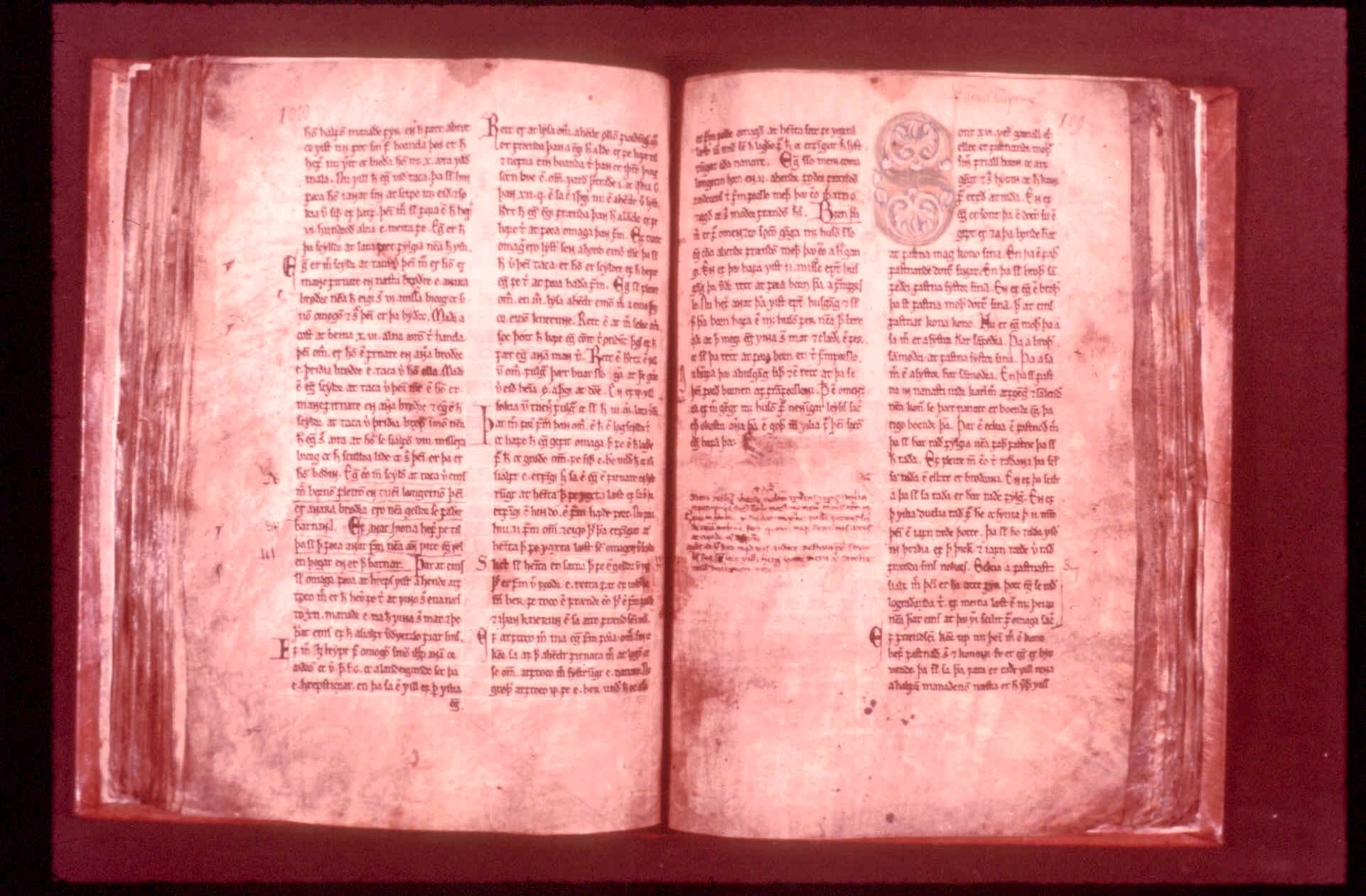
Konungsbók

Bàsicament Grágás ofereix informació sobre els dos nuclis importants de la societat de terratinents islandesos: els goði i els bóndi i les seues responsabilitats en l'ordre social i judicial. Entre altres temes detalla la composició i funció de l'òrgan legislatiu de l'Altingi: el Lögrétta; l'opció de qualsevol individu a presentar lleis en la Roca de la Llei; els diferents tipus de tribunals i la «Cinquena Cort» (o tribunal superior d'apel·lacions); normes sobre l'esclavitud; lleis exclusives per al culte cristià i les seues institucions (també dites Kristinréttr forni o «velles lleis cristianes»); les funcions del Lögsögumaður; la llista de compensacions (Baugatal); regles sobre el dret a muntar a cavall (Um hross reiðanar); i també, tot i que no n'hi ha una secció particular, ressalta el paper de la dona, els seus drets, matrimoni i el tracte cap a elles. Remarca la diferència entre assassinat premeditat (Morð), acte vergonyós i punible, i homicidi (Víg) que estava emparat i regulat en una secció particular (Víglóði), ja que la llei oferia el dret de revenja (equiparable a la vendetta, defensar la persona i l'honor dins d'uns límits), tot i que no s'hi esclareix si era una pràctica popular.
Aquestes lleis estigueren en vigor fins al 1271-1273, quan s'adoptà la legislació Járnsíta (flanc de ferro), basada en la legislació noruega.
El terme oca grisa s'encunya al s. XVI i pot referir-se a:
- Al fet que les lleis s'escrigueren amb ploma d'oca.
- Al fet que les lleis s'escrigueren sobre pells d'oca, o
- A l'antiguitat d'aquestes lleis, ja que es creia que les oques vivien molt més que altres aus.